# Achias apictipennis
Achias apictipennis är en tvåvingeart som beskrevs av Willi Hennig 1940. Achias apictipennis ingår i släktet Achias och familjen bredmunsflugor. Inga underarter finns listade i Catalogue of Life.